# خطأ المستخدم
خطأ المستخدم هو خطأ يرتكبه المستخدم البشري عند تفاعله مع نظام معقد، غالبًا ما يكون نظامًا حاسوبيًا. وعلى الرغم من أن المصطلح يُستخدم أحيانًا من قبل المتخصصين في مجال التفاعل بين الإنسان والحاسوب ، إلا أن المصطلح الأكثر رسمية "الخطأ البشري" يستخدم في سياق الموثوقية البشرية .
تُستخدم مصطلحات مرتبطة مثل: PEBKAC ("المشكلة بين لوحة المفاتيح والكرسي")، و PEBMAC ("المشكلة بين الشاشة والكرسي")، وخطأ الهوية أو خطأ ID-10T/1D-10T ("خطأ أحمق")، و PICNIC ("المشكلة في الكرسي، وليس في الحاسوب")، وخطأ IBM ("خطأ أحمق خلف الجهاز")، ومشكلة المهارة ("نقص في المهارة")، والخطأ 40 ("المشكلة على بُعد 40 سم من الشاشة")، وغيرها من العبارات المشابهة كتعابير عامية ذات دلالة انتقاصية في الأوساط التقنية.  هذا الاستخدام يوحي إلى عدم وجود خبرة في استخدام الكمبيوتر، مؤكدًا أن المشكلات التي تنشأ عند استخدام الجهاز هي خطأ المستخدم. يزعم منتقدو المصطلح أن العديد من المشاكل ناجمة عن تصميمات المنتجات الرديئة التي تفشل في توقع قدرات واحتياجات المستخدم.
يمكن أيضًا استخدام المصطلح للأخطاء غير المتعلقة بالكمبيوتر.

## الأسباب
يُشير جويل سبولسكي إلى أن المستخدمين عادةً لا يركزون كامل تركيزهم على نظام الكمبيوتر أثناء استخدامه. ويقترح التعويض هذا الأمر عند بناء أنظمة قابلة للاستخدام، وبالتالي السماح لنسبة أعلى من المستخدمين بإكمال المهام دون أخطاء:
على سبيل المثال، افترض أن هدف برنامجك هو السماح للناس بتحويل صور الكاميرا الرقمية إلى ألبوم صور على الويب. إذا جلست مع مجموعة من المستخدمين العاديين مع برنامجك وطلبت منهم جميعًا إكمال هذه المهمة، فكلما كان برنامجك أكثر سهولة في الاستخدام، زادت نسبة المستخدمين الذين سيتمكنون بنجاح من إنشاء ألبوم صور على الويب. لكي تكون علميًا في ذلك، تخيل 100 مستخدم من العالم الحقيقي. ليسوا بالضرورة على دراية بالحواسيب. لديهم مواهب متنوعة، لكن بعضهم لا يمتلك مهارات في مجال الحواسيب. بعضهم يتشتت أثناء محاولة استخدام البرنامج. الهاتف يرن. الطفل يبكي. والقطة تستمر في القفز على المكتب واللعب بالفأرة.
الآن، حتى بدون إجراء هذا التجربة، يمكنني القول ببعض الثقة إن بعض المستخدمين ببساطة سيفشلون في إكمال المهمة، أو سيستغرقون وقتًا غير عادي في القيام بها.

يعتقد خبراء في تصميم التفاعل مثل آلان كوبر  أن هذا المفهوم يضع اللوم في المكان الخطأ، أي المستخدم، بدلاً من لوم التصميم الذي يسبب الأخطاء وفشله في أخذ حدود الإنسان بعين الاعتبار. يرويبروس "توج" توجنازيني حكاية عن مبتكر ديلبرت سكوت آدامز الذي فقد كمية كبيرة من عمله في مراقبة التعليقات على مدونته بسبب تطبيق سيء التصميم أعطى نموذجًا ذهنيًا خاطئًا، على الرغم من أن المستخدم اعتنى بشكل صريح بحفظ البيانات. 
دَعا جيف راسكين إلى تصميم الأجهزة بطرق تَمنع الأفعال الخاطئة. 
يَقترح دون نورمان تغيير الموقف التِقَني الشائع تجاه أخطاء المستخدم:
Don't think of the user as making errors; think of the actions as approximations of what is desired.

## الاختصارات والأسماء الأخرى
تُستخدم مصطلحات مثل PEBMAC/PEBCAK أو خطأ ID10T غالبًا من قبل موظفي الدعم التقني وخبراء الحاسوب لوصف خطأ المستخدم على أنه مشكلة ناجمة عن جهل المستخدم وليس عن خلل في البرمجيات أو الأجهزة. وتُستخدم هذه العبارات بشكل فكاهي  لوصف أخطاء المستخدمين. من الأمثلة الشهيرة على ذلك أن يظن المستخدم أن درج قارئ الأقراص المضغوطة هو حامل الأكواب، أو قيام المستخدم بالبحث عن " أي مفتاح ". ومع ذلك، يمكن وصف أي نوع من المشاكل الناجمة عن الغباء أو الجهل يمكن وصفها بأنها أخطاء المستخدم.

### PEBKAC/PEBCAK/نزهة
العبارات التي يستخدمها خبراء التكنولوجيا للدلالة على أن المشكلة ناتجة بالكامل عن خطأ المستخدم تشمل: PEBKAC  ( اختصار لـ "المشكلة موجودة بين لوحة المفاتيح والكرسي")، وPEBCAK  (اختصار بديل ومشابه لـ "مشكلة موجودة بين الكرسي ولوحة المفاتيح")، و POBCAK (اختصار حكومي/عسكري أمريكي لـ "المشكلة تحدث بين الكرسي ولوحة المفاتيح")، وPICNIC  ("مشكلة في الكرسي وليست في الحاسوب") وEBKAC ("خطأ بين لوحة المفاتيح والكرسي").
كما يوجد ايضًا متغيّر آخر هو: PEBUAK (المشكلة الموجودة بين المستخدم ولوحة المفاتيح).
في عام 2006، بدأت شركة Intel بِعرض عدد من الإعلانات المستندة إلى الويب تحت عنوان PEBCAK  للترويج لمنصتها vPro .
إذا أُريد التعبير عن نفس المعنى دون استخدام اختصار، غالبًا ما تُستخدم عبارة "خطأ في واجهة الاتصال بين الكرسي إلى لوحة المفاتيح".

### خطأ ID-10-T
خطأ ID-Ten-T  (ويُكتب أيضًا ID10T أو ID107) هو سخرية خفية من المستخدم؛ فعند تهجئة ID-Ten-T يصبح ID10T (" IDIOT "). ويُعرف أيضًا باسم "خطأ Ten-T" أو "خطأ ID:10T". وقد عرض شريط الكوميك هذا الاستخدام في رسم كرتوني بتاريخ 11 فبراير 1999. 
في لغة عامية تابعة للبحرية والجيش الأمريكي، يحمل المصطلح معنى مشابهًا، لكنه يُلفظ بشكل مختلف :
- تنطق البحرية ID10T باسم "eye dee ten tango". [14]
- ويستخدم الجيش بدلاً من ذلك كلمة 1D10T والتي ينطقها "واحد دلتا عشرة تانجو".

### بلغات أخرى
بالدنماركية، يُطلق عليه Fejl 40 ، أو "الخطأ 40"، مما يشير إلى أن الخطأ كان على بعد 40 سنتيمتر (16 بوصة) من الجهاز. وفي اللغة السويدية، هناك تعبير مشابه، هو Felkod 60 ، الذي يشير إلى أن الخطأ كان على بعد على مسافة 60 سنتيمترًا من الجهاز.
في اللغة السويدية، تُستخدم عبارة skit bakom spakarna (وتعني حرفيًا "القذارة خلف الرافعات") أو skit bakom styret ('القذارة خلف المقود') أو اختصار SBS-problem للدلالة على الخطأ الناتج عن المستخدم. وهناك نسخة مستخدمة في مجال تكنولوجيا المعلومات والاتصالات هو skit bakom tangenterna/tangentbordet ('القذارة خلف المفاتيح/لوحة المفاتيح') اختصارًا SBT .
في اللغة الفرنسية، يُوصف الخطأ على أنه ICC مشكلة ( اختصارًا لـ interface chaise–clavier ), أي "مشكلة في واجهة لوحة المفاتيح والكرسي"، وهي مشابهة جدًا لمصطلح PEBKAC المستخدم في اللغة الإنجليزية.
في كيبيك، يُطلق على هذا النوع من الأخطاء اسم Cas-18 ، ويُشير إلى أن الخطأ كان على بُعد 18 بوصة (46 سـم) من الجهاز. وهو معروف أكثر باسم "الرمز 18".
ُفي اللغة البرتغالية البرازيلية، غالبًا ما يُطلق على هذا النوع من الأخطاء اسم مشكلة BIOS )
(وهي اختصار لـ bicho ignorante operando o sistema ),  وتُترجم إلى "حيوان جاهل يشغّل النظام"، أو يُطلق عليه خطأ USB
(اختصارًا لـ usuário super burro)، وتُترجم إلى "مستخدم غبي جدًا".
في اللغة الإسبانية، يُطلق البعض على هذا النوع من الأخطاء اسم "الخطأ 200" ( error doscientos ) ، لأنه يتناغم لفظيًا مع التفسير. وعند سؤالهم عن التفسير الكامل، غالبًا ما يُقال " sí, error 200, entre la mesa y el asiento " ، أي "نعم، خطأ 200، بين الطاولة والمقعد"). كما تُستخدم مضاعفات المئة الأخرى للرقم 100 بسبب نفس القافية. ويسمى أيضًا Error de capa 8 (خطأ الطبقة الثامنة) يشير إلى طبقات بروتوكول OSI  عندما يكون المستخدم هو الذي تسبب في الخطأ، على سبيل المثال El servidor no es accesible por un error de capa 8 (لا يمكن الوصول إلى الخادم بسبب خطأ الطبقة الثامنة) عندما لا يتمكن المستخدمون من الوصول إلى الخادم لأنهم كتبوا كلمة مرور خاطئة.
في اللغة الألمانية، يُطلق على هذا النوع من الأخطاء اسم DAU و هي اختصار لعبارة "dümmster anzunehmender User "، والتي تُترجم حرفيًا إلى "أغبى مستخدم مفترض".
يأتي هذا المصطلح كتشبيه بمصطلح هندسي شائع GAU ( größter anzunehmender Unfall والذي يشير إلى أكبر حد من الحوادث المعقولة ، أو أسوأ السيناريوهات .
في اللغة البلغارية، يُطلق على هذا النوع من الأخطاء اسم "مشكلة في الجهاز الموجود خلف لوحة المفاتيح" ( Проблем със задклавиатурното устройство ).

### في الثقافات الفرعية
في مصطلحات الحوسبة يُشار إلى " أخطاء البرامج الرطبة " على اعتبار أن المستخدم يُعد جزءًا من النظام، ضمن طبقات الأجهزة/البرامج/البرامج الرطبة.
النسخة الخاصة بفنيي صيانة السيارات من هذا المصطلح تشير إلى أن سبب المشكلة هو "عطل في مُشغل التوجيه"، أو "انقطاع في وصلة بين المقعد وعجلة القيادة"، أو "ارتخاء صامولة بين عجلة القيادة والمقعد"، أو ببساطة "ارتخاء صامولة خلف عجلة القيادة". وبالمثل، اعتاد مُصلحو الآلات الكاتبة الإشارة إلى "ارتخاء صامولة خلف لوحة المفاتيح" أو "خلل في وحدة تحكم لوحة المفاتيح".
في مجال هندسة البث أو الراديو للهواة ، يُشار إلى المشكلة بمصطلح "قصر بين سماعات الرأس". ومصطلح آخر يُستخدم في أجهزة الاتصال اللاسلكي للسلامة العامة (مثل الشرطة والإطفاء والإسعاف وما إلى ذلك) هو "مشغل زر PTT المعيب".
مصطلح مشابه آخر يُستخدم في الجيش الأمريكي وهو "مشكلة مساحة رأس المشغل والتوقيت" أو "OHT"، ويُستعار هذا التعبير من المصطلحات المتعلقة بتشغيل مدفع رشاش براوننج M2 . 
مصطلح "(إنه) خطأ قائم على الكربون"، يشير إلى مشكلة من جانب المستخدم (البشر كائنات عضوية تعتمد على الكربون )، بخلاف المشاكل القائمة على السيليكون. 
بعض فنيي الدعم يطلقون عليها مصطلح "خطأ في واجهة بيولوجية".
في عالم إدارة الشبكات ، يُشار إلى سبب المشكلة أحيانًا بأنه "مشكلة الطبقة 8 "، في إشارة إلى طبقة "المستخدم" أو "الطبقة السياسية" أعلى نموذج OSI المكون من سبع طبقات للشبكات الحاسوبية.
في ثقافة ألعاب الفيديو ، يُشار أحيانًا إلى خطأ المستخدم بمصطلح "مشكلة المهارة"، وغالبًا ما يُستخدم هذا التعبير كرد على اللاعب الذي يشكو من عدم العدالة الملحوظة في اللعبة. 